# Buick Century
Buick Century – samochód osobowy klasy luksusowej, a następnie klasy wyższej produkowany w latach 1936 – 1942, 1954 – 1958 oraz 1973 – 2004.

## Pierwsza generacja

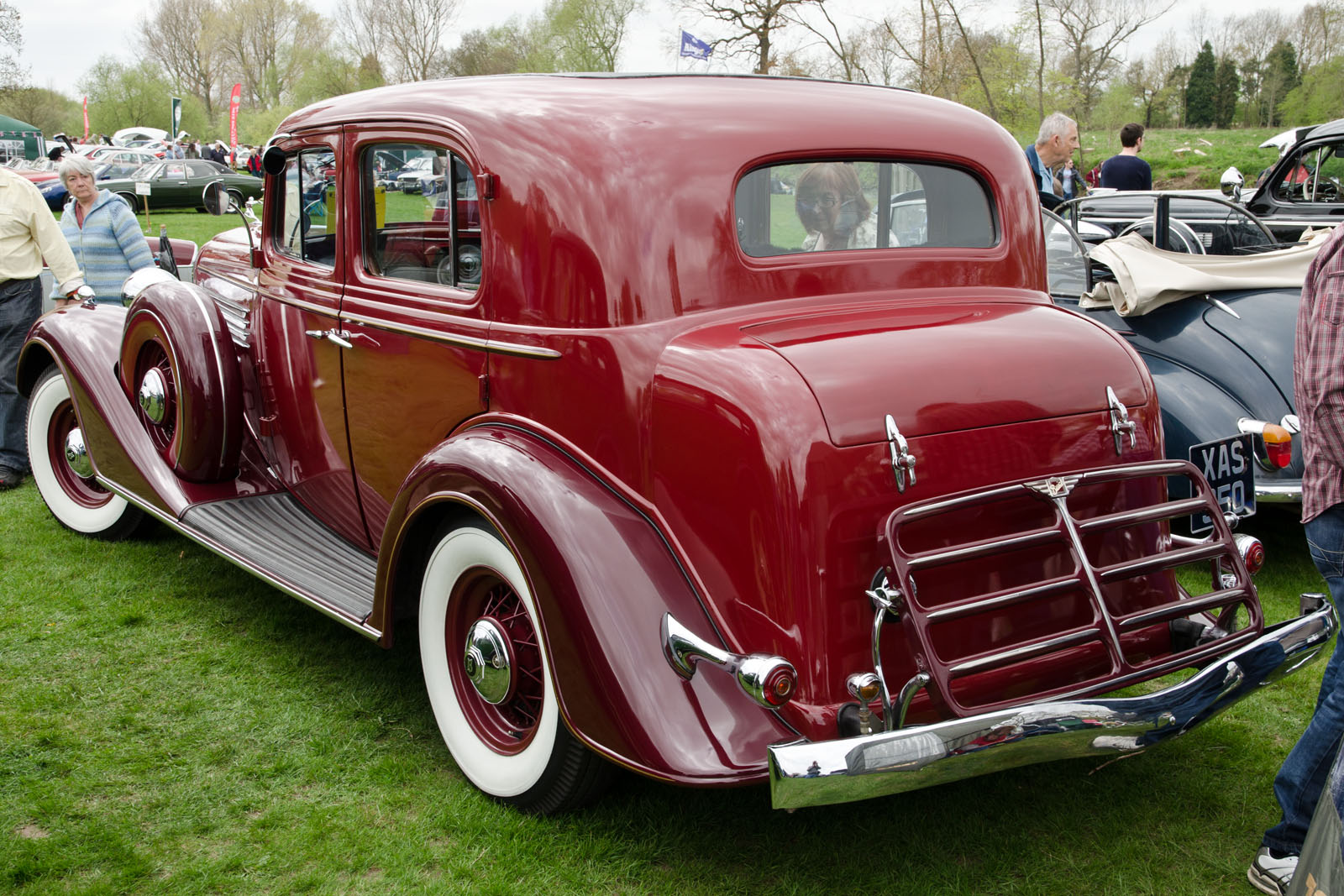
Buick Century I - tył

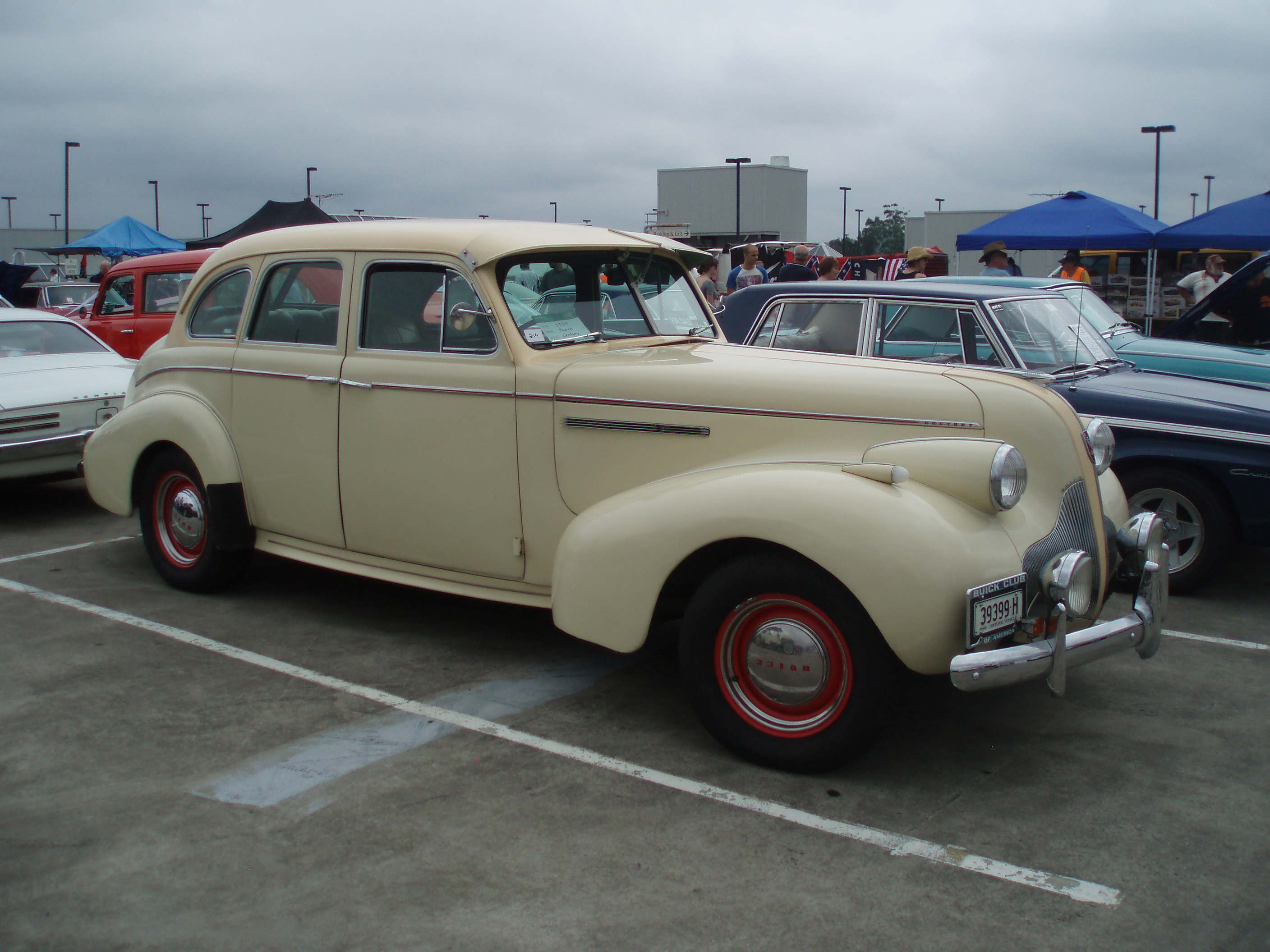
Buick Century I po liftingu

Buick Century I został zaprezentowany po raz pierwszy w 1936 roku.
W 1936 roku Buick zdecydował się poszerzyć swoją ofertę modelową o dużą, luksusową limuzynę o nazwie Century. Samochód powstał na platformie koncernu General Motors, na której w latach 30. XX wieku koncern zbudował także inny model Buicka – Special, a także m.in. Pontiaka Streamlinera czy Oldsmobile Series 70. Buicka Century I oferowano w dwóch wariantach nadwoziowych, a w ciągu 6 lat produkcji samochód przeszedł dwie restylizacje – pierwszą w 1939 roku, a drugą, rozleglejszą, w 1940 roku.

### Silniki
- V6 3.8l
- V6 5.2l

## Druga generacja

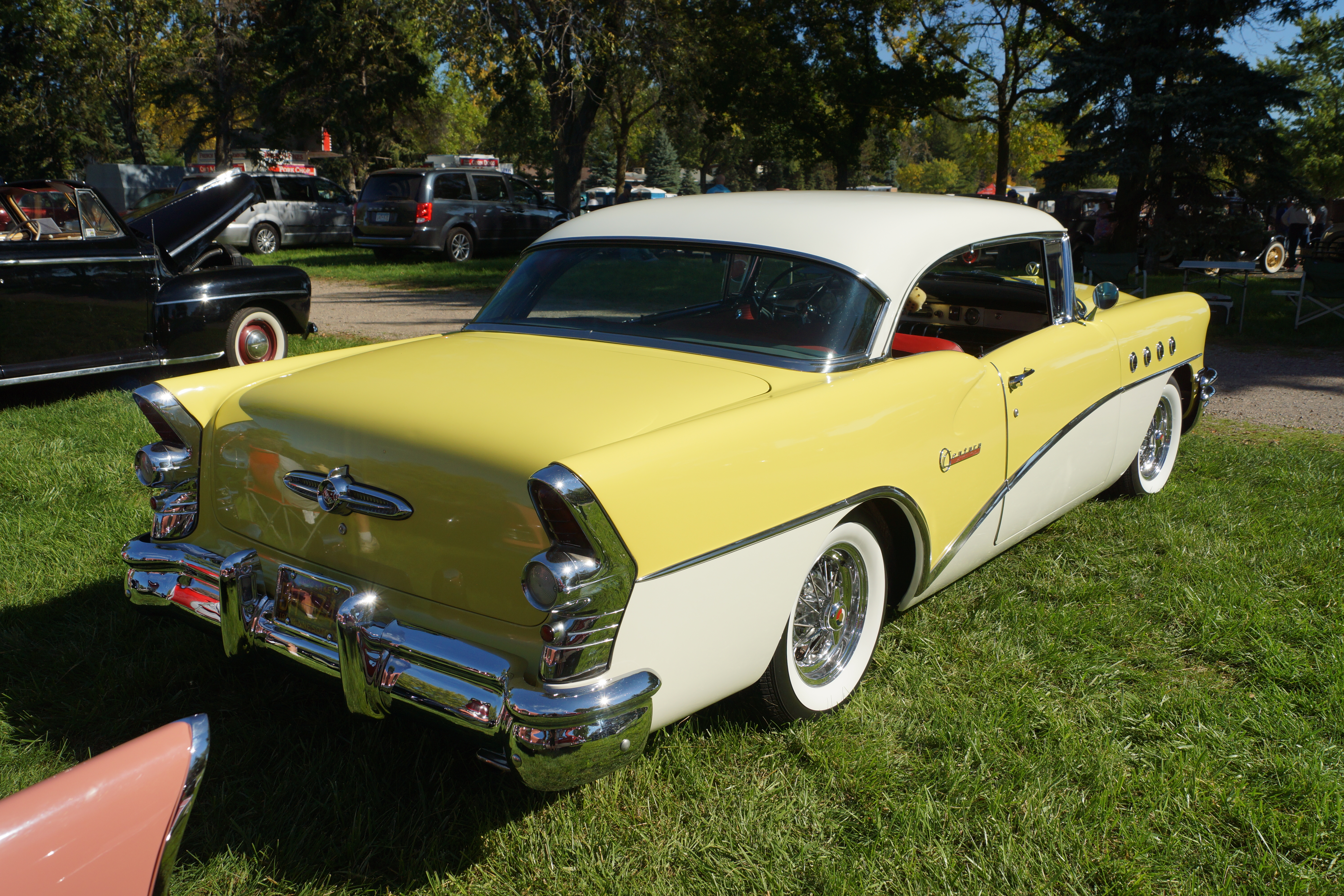
Buick Century II - tył

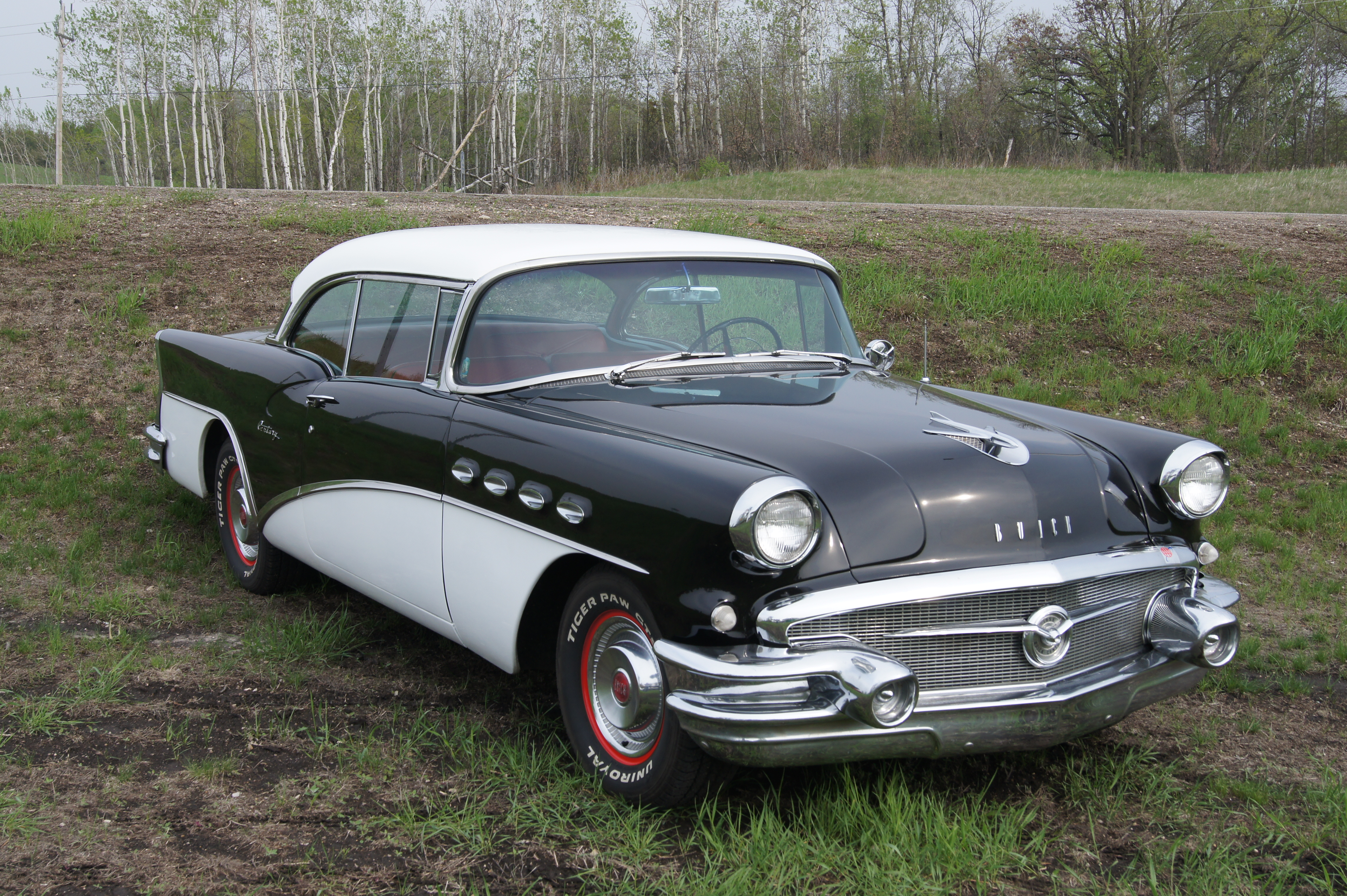
Buick Century II Coupe

Buick Century II został zaprezentowany po raz pierwszy w 1954 roku.
Po 12 latach przerwy, Buick zdecydował się powrócić do używania nazwy Century dla zupełnie nowego, pełnowymiarowego samochodu luksusowego oferowanego jako sztandarowy produkt marki. Samochód zbudowano na platformie B-body koncernu General Motors. Oferta nadwoziowa składała się z czterech wariantów nadwoziowych – poza 4-drzwiowym sedanem i 2-drzwiowym coupé, tym razem Buick Century oferowany był także jako kombi i kabriolet. Produkcja drugiej generacji trwała przez 4 lata do 1958 roku, po czym Buick zdecydował się ponownie odejść od używania nazwy Century na rzecz następcy – modelu Invicta.

### Silniki
- V8 5.3l
- V8 6.0l

## Trzecia generacja

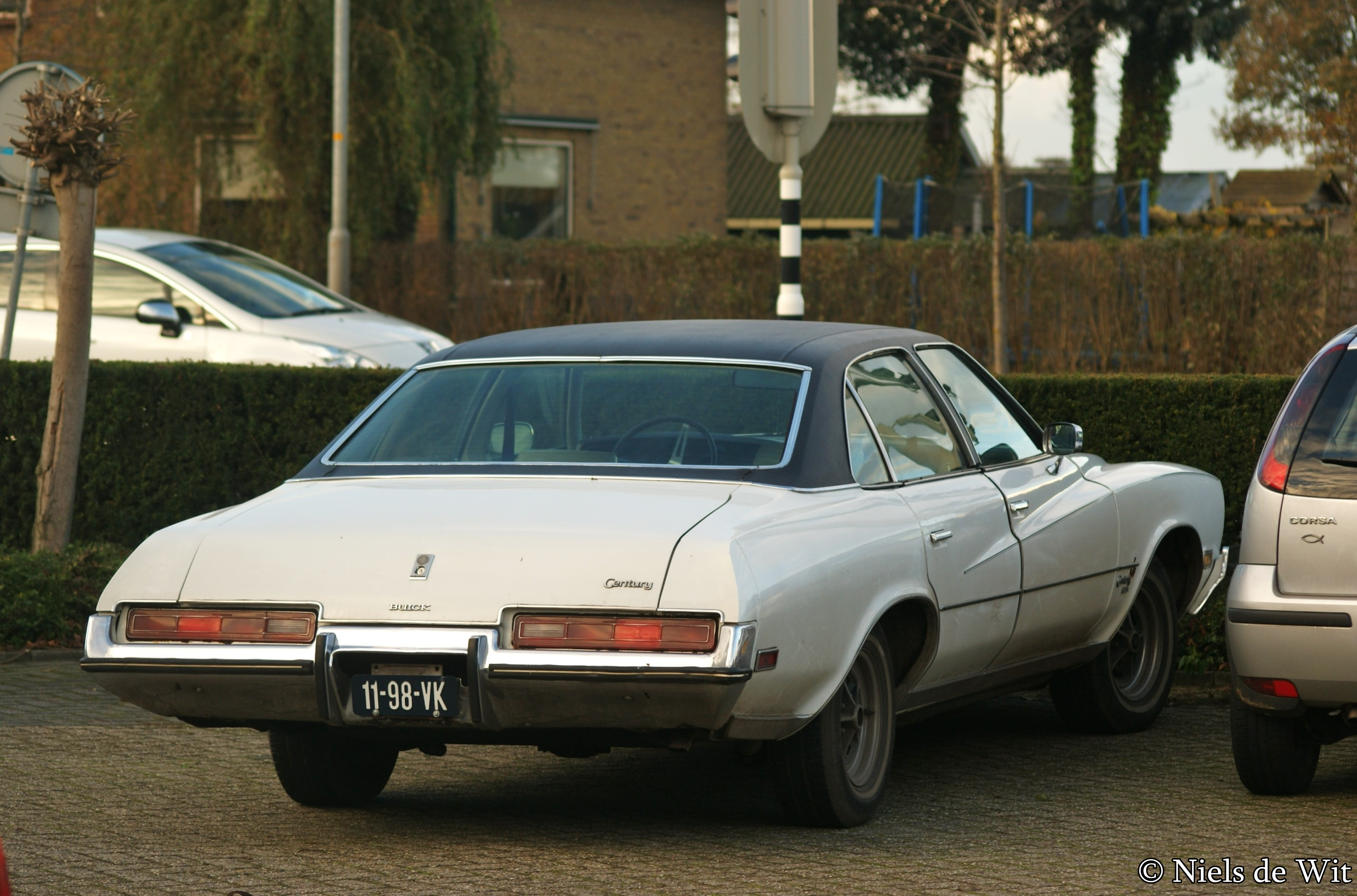
Buick Century III - tył

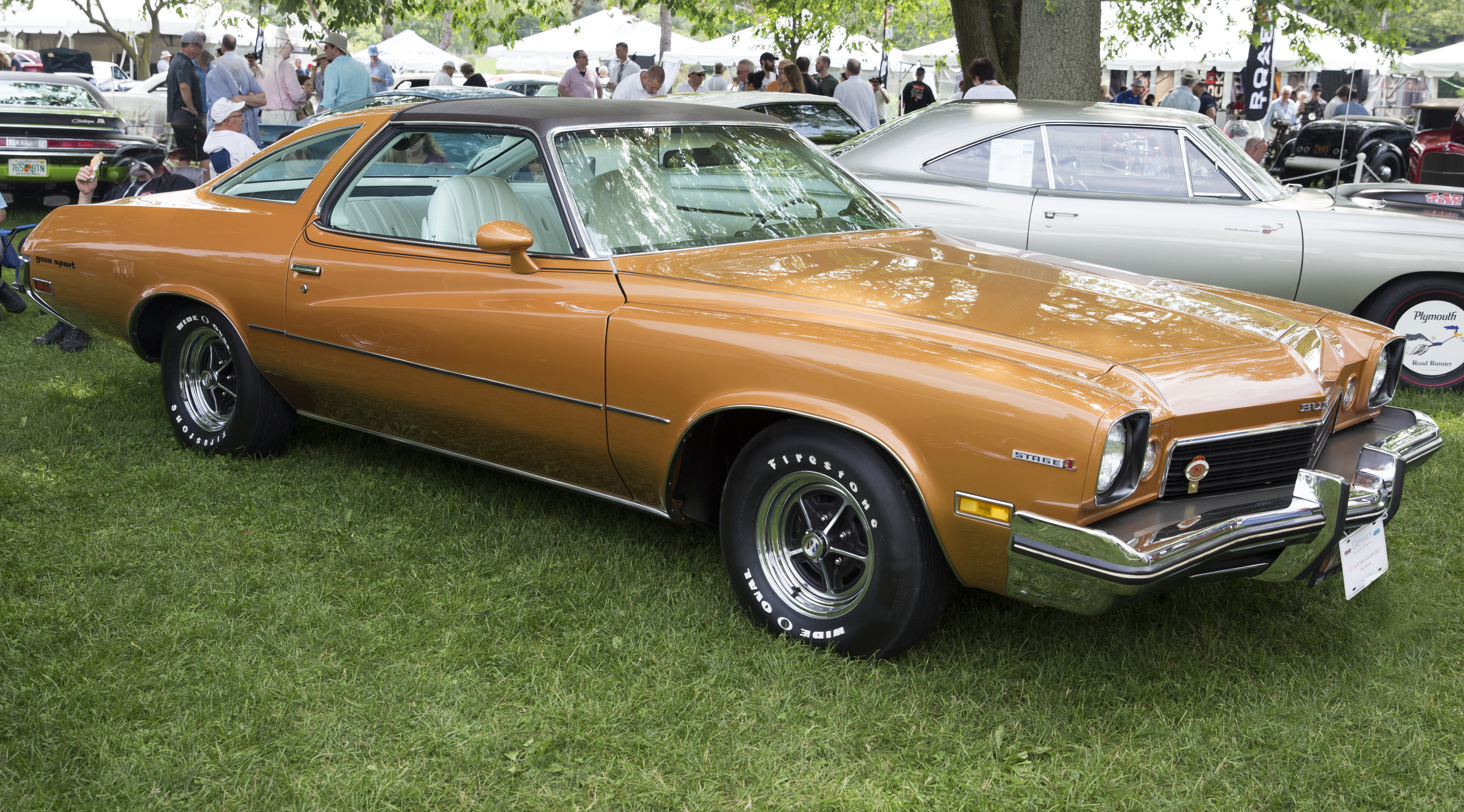
Buick Century III Coupe

Buick Century III został zaprezentowany po raz pierwszy w 1973 roku.
Nazwa Century ponownie powróciła do użytku w 1973 roku, tym razem po 15 latach przerwy. Trzecie wcielenie pojazdu zastąpiło model Centurion, powstając na platformie General Motors o nazwie A-body. Samochód zyskał charakterystyczne, kanciaste proporcje i masywne nadwozie, charakterystyczne dla pełnowymiarowych samochodów luksusowych z tego okresu w motoryzacji amerykańskiej. Oferta nadwoziowa tym razem składała się z trzech wariantów - 4-drzwiowego sedana, 5-drzwiowego kombi oraz 2-drzwiowego coupé.

### Silniki
- V6 3.8l
- V8 5.7l
- V8 7.5l
- V8 6.6l

## Czwarta generacja

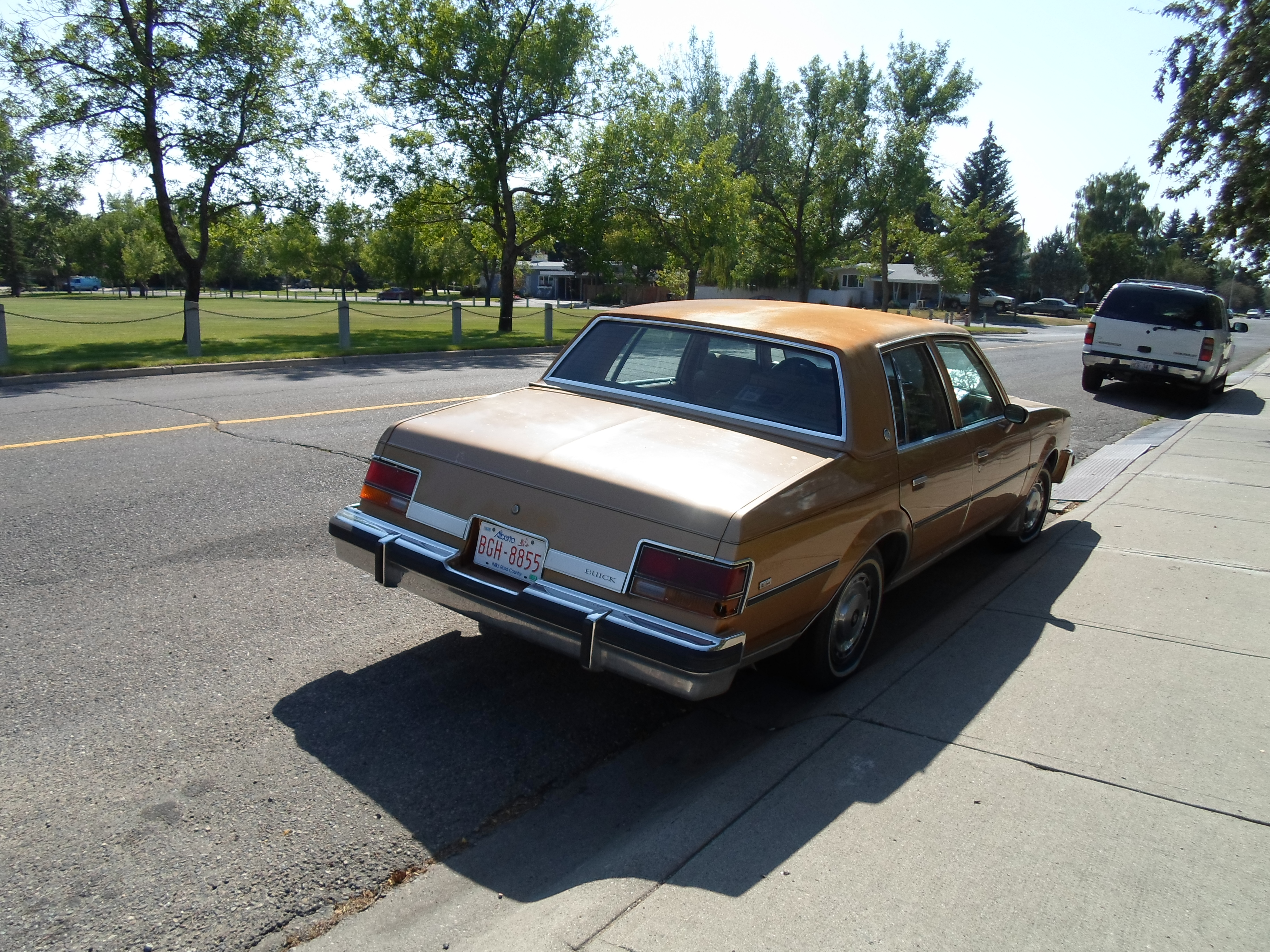
Buick Century IV - tył

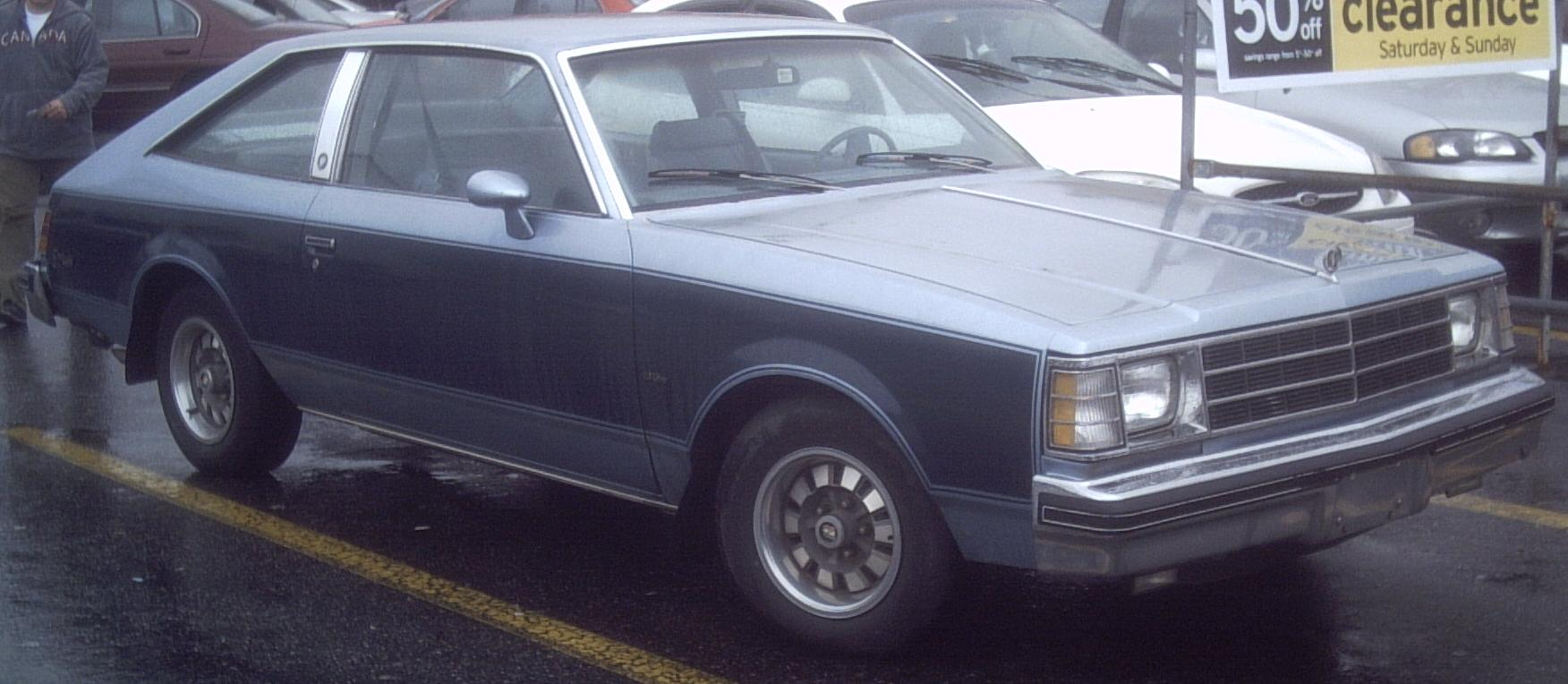
Buick Century IV Coupe

Buick Century IV został zaprezentowany po raz pierwszy w 1978 roku.
Czwarte wcielenie Buicka Century zastąpiło produkowanego 4 lata poprzednika w 1978 roku, przechodząc duże zmiany w stylistyce i proporcjach nadwozia. Zbudowany na zmodernizowanej zarazem zmniejszonej platformie A-body koncernu General Motors samochód był wyraźnie krótszy o poprzednika, tracąc na długości ponad pół metra. Nadwozie zyskało więcej kantów i ostrych linii, zachowując zarazem masywne proporcje wzbogacone licznymi chromowanymi ozdobnikami. Oferta nadwoziowa, podobnie jak w przypadku poprzednika, składała się z trzech wariantów.

### Silniki
- V6 3.2l
- V6 3.8l
- V8 4.3l
- V8 4.9l
- V8 5.7l

## Piąta generacja

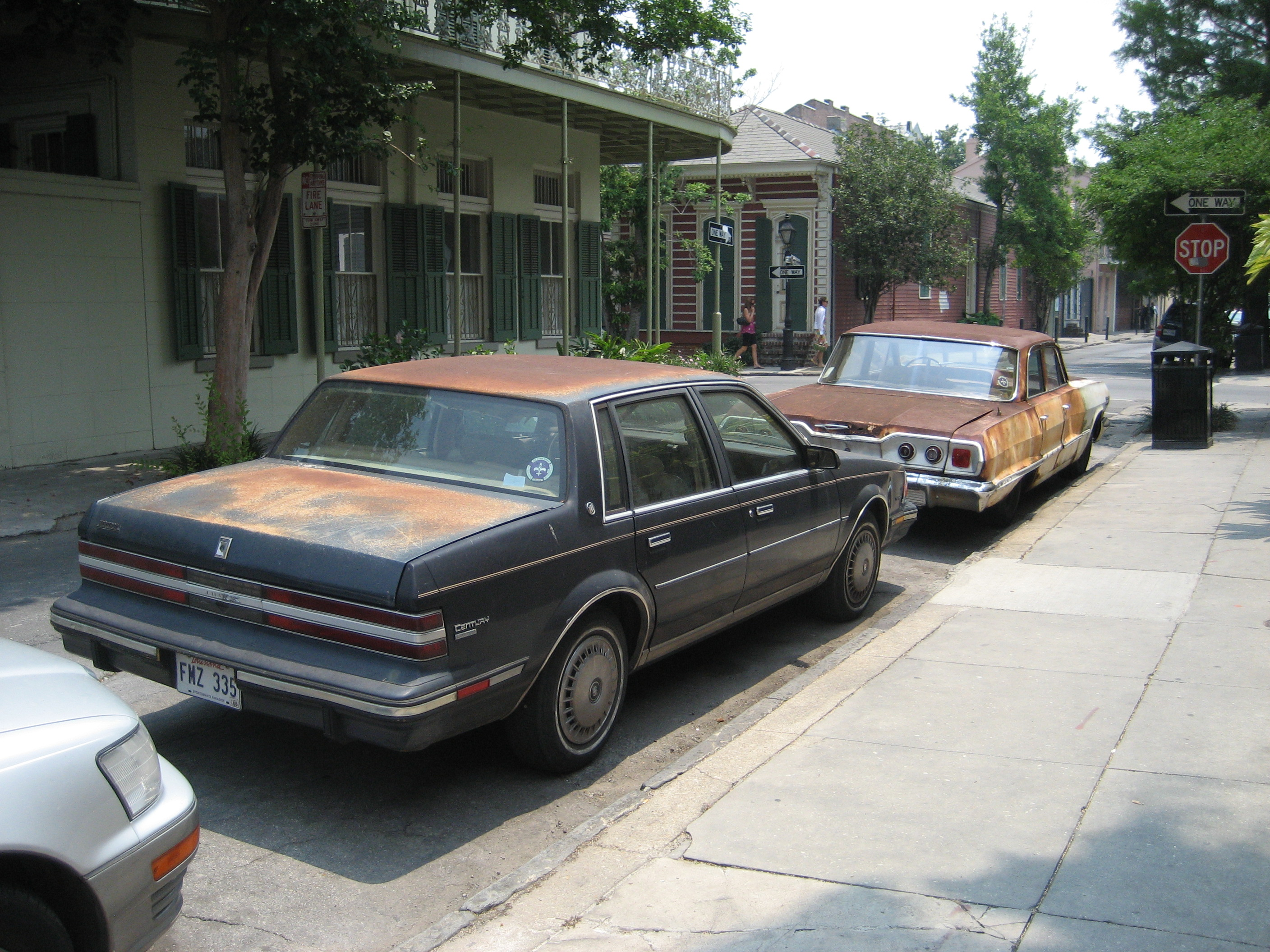
Buick Century V - tył

Buick Century V Kombi

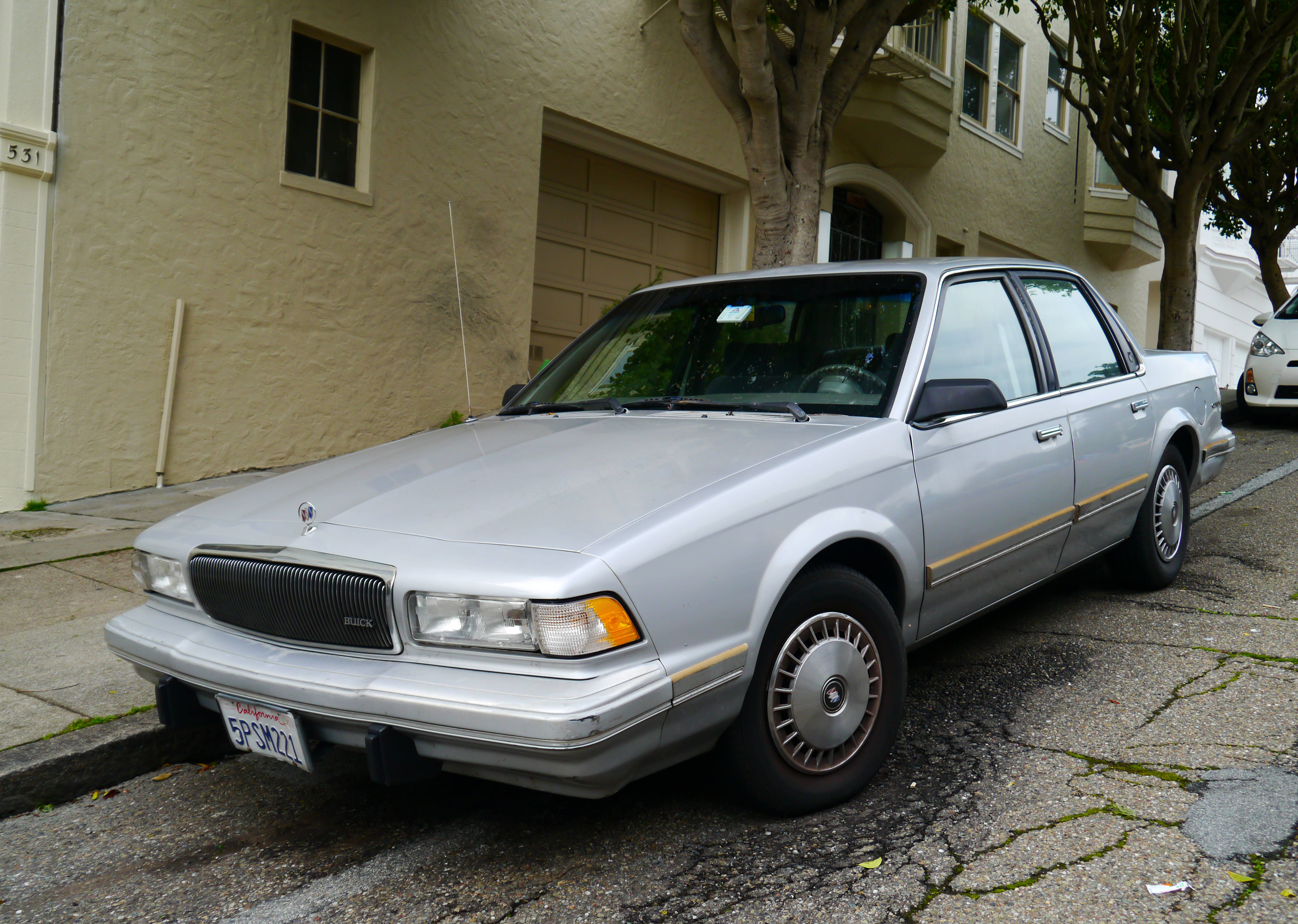
Buick Century V po liftingu

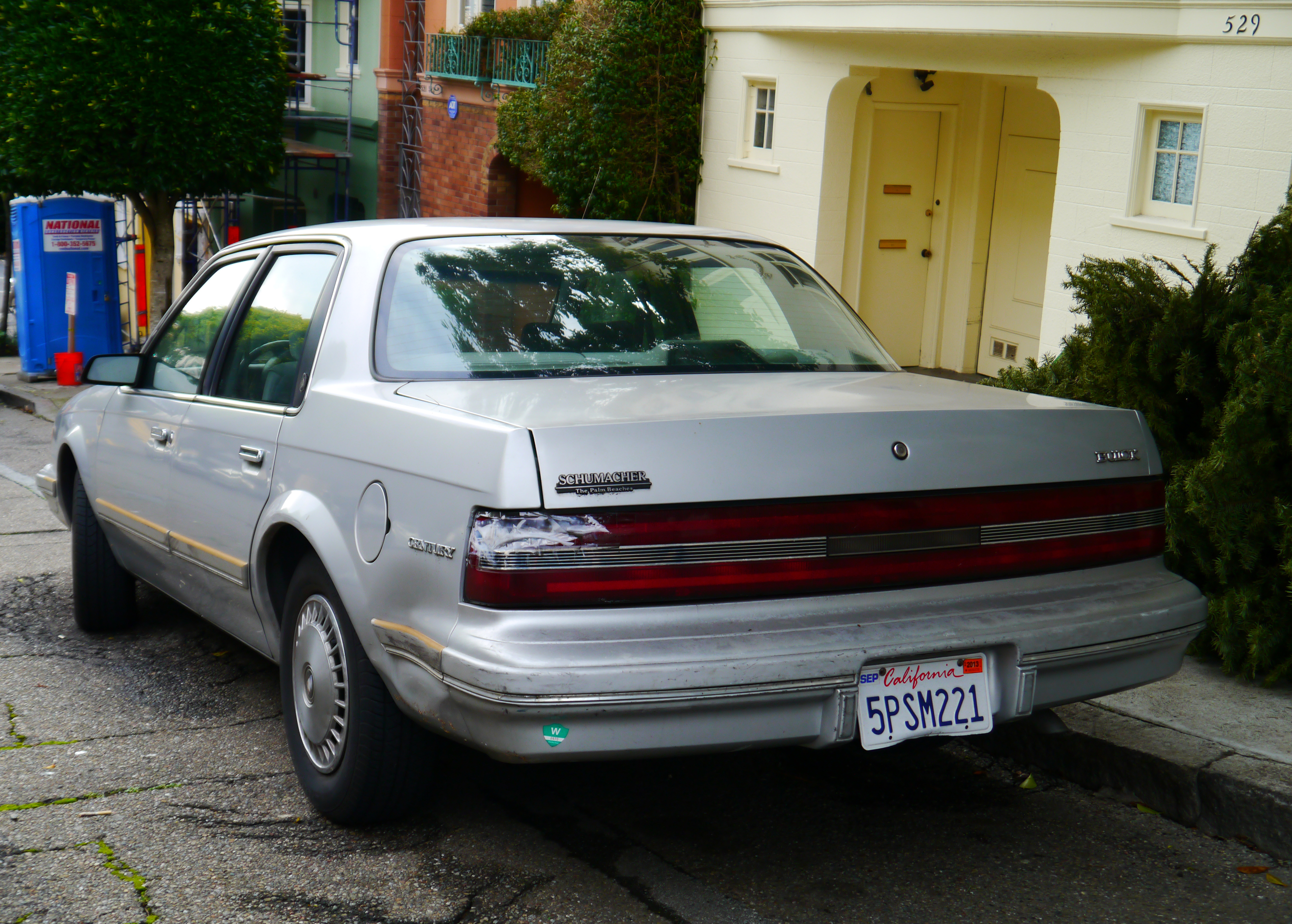
Buick Century V - tył po liftingu

Buick Century V został zaprezentowany po raz pierwszy w 1982 roku.
Zupełnie nowa, piąta generacja Buicka Century zastąpiła dotychczasowy model w 1982 roku. Samochód zbudowano według nowej koncepcji na nowej generacji platformy A-body, jako jeden z czterech modeli opracowanych wspólnie przez marki koncernu General Motors. Century piątej generacji był bliźniaczym modelem wobec Chevroleta Celebrity, Oldsmobile Cutlass Ciera oraz Pontiaka 6000.
Od pozostałych modeli Buick wyróżniał się bardziej luksusowym charakterem, a także wizualnymi różnicami, które wyrażało więcej chromowanych ozdobników i charakterystyczne reflektory z oddzielnymi kloszami lamp pozycyjnych oraz mijania.
Oferta nadwoziowa ponownie składała się z wersji sedan, a także kombi i coupé. Wariant 5-drzwiowy oferowany był z charakterystycznymi, opcjonalnymi okleinami imitującymi drewno.

### Lifting
W 1990 roku Buick Century V przeszedł gruntowną modernizację nadwozia. Pojawiły się zupełnie nowe reflektory, tym razem ze zintegrowanymi kloszami. Przestylizowano atrapę chłodnicy i zderzaki, a także zmieniono wypełnienie tylnych lamp.

### Silniki
- L4 2.2l
- L4 2.5l
- V6 2.8l
- V6 3.0l
- V6 3.1l
- V6 3.3l
- V6 3.8l
- V6 4.3l

## Szósta generacja

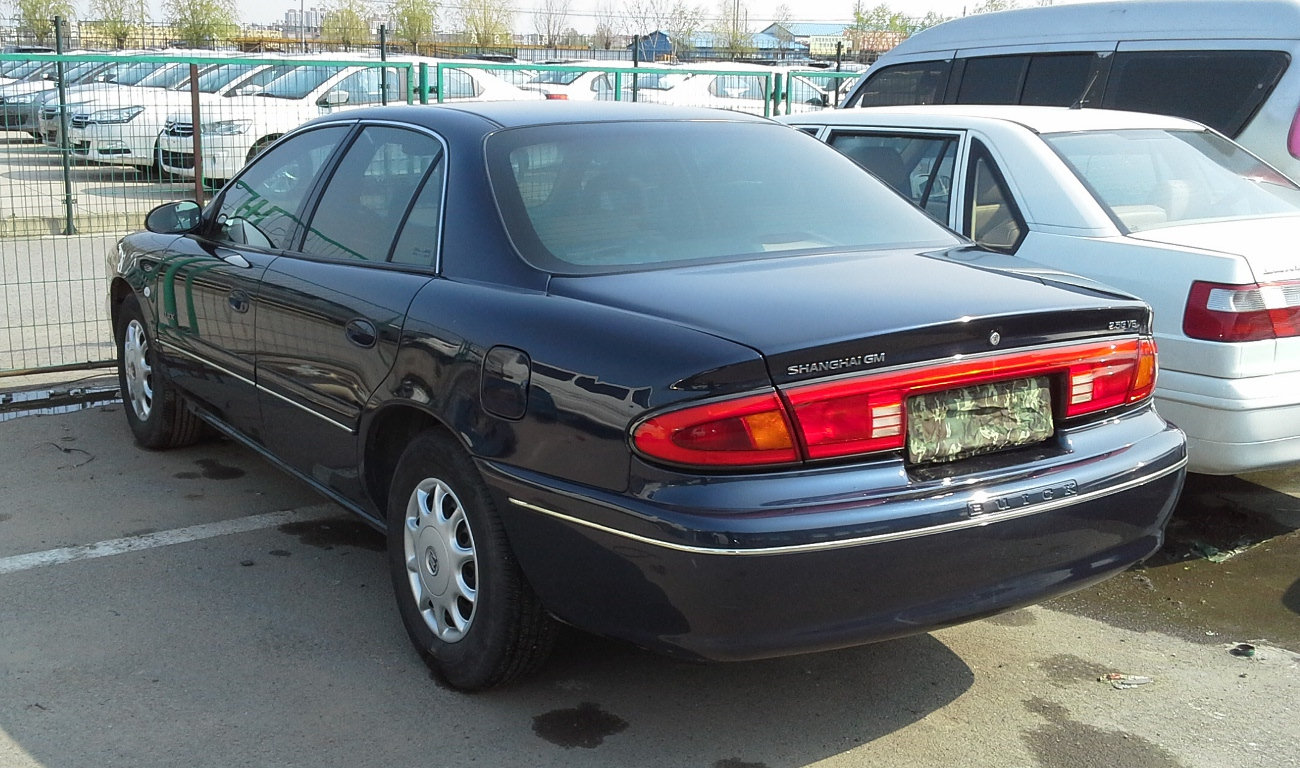
Buick Century VI - tył

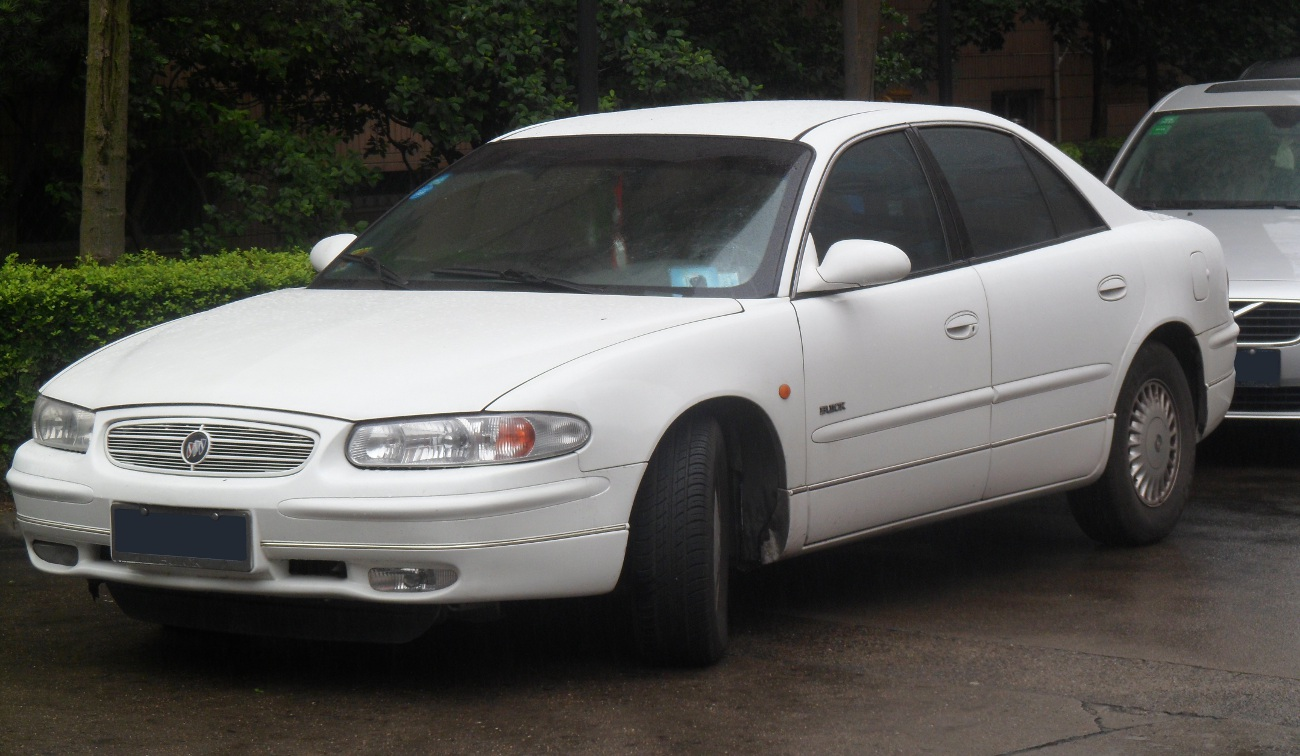
chiński Buick New Century

Buick Century VI został zaprezentowany po raz pierwszy w 1996 roku.
Po 14 latach produkcji poprzednika, pod koniec 1996 roku Buick przedstawił szóstą i zarazem ostatnią generację Century. Samochód powstał na zmodernizowanej wersji platformy W-body, na której koncern General Motors zbudował także modele Oldsmobile Intrigue oraz Pontiac Grand Prix. Najwięcej rozwiązań technicznych i stylistycznych Century VI dzielił jednak z modelem Regal, w stosunku do którego był de facto bardziej luksusową wariacją.

### Chiny
W 1998 roku chiński oddział Buicka zdecydował się poszerzyć lokalną ofertę o chińską odmianę Buicka Century, która otrzymała nazwę Buick New Century i drobne różnice wizualne względem pierwowzoru. Produkcję ulokowano w zakładach Shanghai GM w Szanghaju. Z powodu niewielkiej sprzedaży, wytwarzanie New Century zakończono dwa lata później – w 2000 roku.

### Koniec produkcji
Produkcja Buicka Century szóstej generacji zakończyła się w październiku 2004 roku, kiedy to producent zdecydował się po raz trzeci i tym razem już definitywnie porzucić produkcję tego modelu na rzecz następcy. Został nim nowy model LaCrosse.

### Silniki
- V6 3.1l L82
- V6 3.1l LG8